# فورا-۲-استوکسی‌متیل استر
فوراً-۲-استوکسی‌متیل استر (به انگلیسی: Fura-2-acetoxymethyl ester) با فرمول شیمیایی C۴۴H۴۷N۳O۲۴ یک ترکیب شیمیایی با شناسه پاب‌کم ۳۳۶۴۵۷۴ است. که جرم مولی آن ۱۰۰۱٫۸۵ g/mol می‌باشد. 